# Litoria australis
Litoria australis es una especie de anfibio anuro de la familia Pelodryadidae.

## Distribución geográfica
Esta especie es endémica de Australia. Habita desde el nivel del mar hasta los 500 m de altitud en Australia Occidental en la región de Kimberley, en el Territorio del Norte y en el noroeste de Queensland, que representa 971 500 km. 
Esta especie vive en llanuras de inundación, bosques y pastizales.

## Descripción
Los machos miden de 61 a 81 mm y las hembras de 70 a 105 mm.
Los adultos pueden ser de color gris, rosado apagado o verde, pero con mayor frecuencia son de color marrón en el lado dorsal, a veces con marcas oscuras. La piel de la espalda tiene pequeños crecimientos y dos pliegues longitudinales, un segundo par en los costados. El vientre es blanco y finamente granular. Una línea marrón oscura comienza en el extremo del hocico, corre a través del tímpano y termina en el hombro. Hay una barra de color similar debajo del ojo y otra a lo largo de la mandíbula superior. El tímpano está parcialmente cubierto con un pliegue cutáneo y es claramente visible. La parte posterior de los muslos es de color azul oscuro y la ingle es azul-verde pálida. Los dedos de los pies están ligeramente palmeados mientras que los dedos están libres.

## Etología
Durante la estación húmeda, los vemos durante el día tomando el sol en sitios de cría como piscinas temporales, arroyos o áreas inundadas. Pueden poner hasta 7000 huevos, pero más a menudo de 100 a 1000. Estos huevos se hunden rápidamente en el agua después de ser puestos.

## Publicación original
- Gray, 1842 : Description of some hitherto unrecorded species of Australian reptiles and batrachians. Zoological Miscellany, vol. 2, p. 51-57[5]